# NGC 7793
NGC 7793 (również PGC 73049) – galaktyka spiralna (Scd), znajdująca się w gwiazdozbiorze Rzeźbiarza w odległości około 12 milionów lat świetlnych od Ziemi. Została odkryta 14 lipca 1826 roku przez Jamesa Dunlopa. Galaktyka NGC 7793 należy do grupy galaktyk w Rzeźbiarzu.

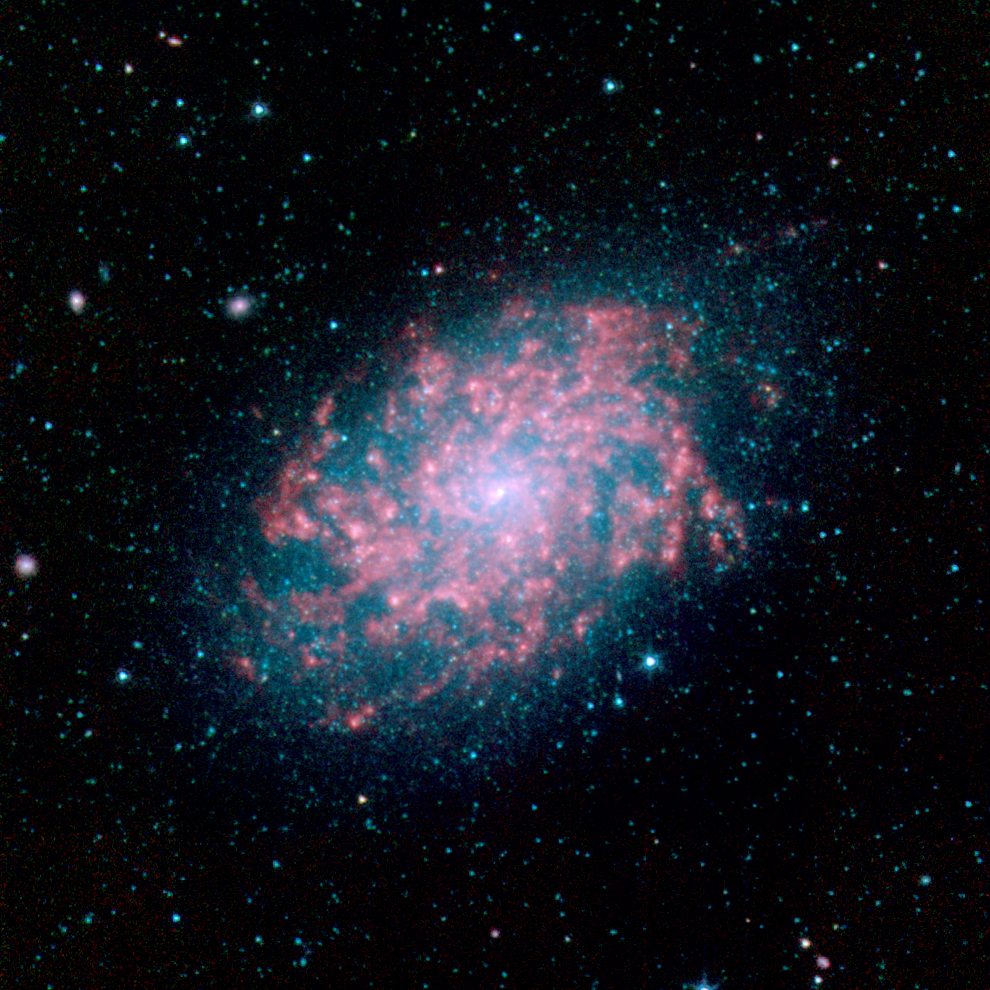
NGC 7793 w podczerwieni (Kosmiczny Teleskop Spitzera)

W galaktyce tej zaobserwowano do tej pory jedną supernową – SN 2008bk.
W NGC 7793 odkryto mikrokwazar, którego jednym ze składników jest czarna dziura o masie kilku mas Słońca. Dżety tej czarnej dziury są wyjątkowej długości. Zmierzona prędkość ekspansji bąbla rzędu miliona kilometrów na godzinę, powstającego w wyniku zderzania się dżetu z gazem międzygwiezdnym oraz sam rozmiar bąbla wskazują, że dżet musi być aktywny od co najmniej 200 000 lat.